# Селищі (Словенія)
Селищі (словен. Selišči) — поселення в общині Светий Юрій-об-Щавниці, Помурський регіон, Словенія. Висота над рівнем моря: 211,1 м.